# Saint-Prancher
Saint-Prancher è un comune francese di 76 abitanti situato nel dipartimento dei Vosgi nella regione del Grand Est.

## Storia

### Simboli
Lo stemma comunale è stato adottato il 3 luglio 2017. San Pancrazio, martire del IV secolo, è il patrono della parrocchia e il suo nome evoca anche l'antico toponimo del comune Sanctus Pancratius. L'argento e i tre scaglioni rossi, di cui è visibile la metà, sono ripresi dal blasone della famiglia Bassompierre, marchesi di Removille, signori di Saint Prancher.

## Società

### Evoluzione demografica
Abitanti censiti